# György Molnár
György Molnár (12 febbraio 1901 – 23 gennaio 1977) è stato un calciatore ungherese, di ruolo attaccante.

## Carriera
Fu capocannoniere del campionato ungherese nel 1925.

## Statistiche

### Cronologia presenze e reti in nazionale
| Cronologia completa delle presenze e delle reti in nazionale ― Ungheria | Cronologia completa delle presenze e delle reti in nazionale ― Ungheria | Cronologia completa delle presenze e delle reti in nazionale ― Ungheria | Cronologia completa delle presenze e delle reti in nazionale ― Ungheria | Cronologia completa delle presenze e delle reti in nazionale ― Ungheria | Cronologia completa delle presenze e delle reti in nazionale ― Ungheria | Cronologia completa delle presenze e delle reti in nazionale ― Ungheria | Cronologia completa delle presenze e delle reti in nazionale ― Ungheria |
| Data                                                                    | Città                                                                   | In casa                                                                 | Risultato                                                               | Ospiti                                                                  | Competizione                                                            | Reti                                                                    | Note                                                                    |
| ----------------------------------------------------------------------- | ----------------------------------------------------------------------- | ----------------------------------------------------------------------- | ----------------------------------------------------------------------- | ----------------------------------------------------------------------- | ----------------------------------------------------------------------- | ----------------------------------------------------------------------- | ----------------------------------------------------------------------- |
| 24/10/1920                                                              | Berlino                                                                 | Germania                                                                | 1 – 0                                                                   | Ungheria                                                                | Amichevole                                                              | -                                                                       |                                                                         |
| 07/11/1920                                                              | Budapest                                                                | Ungheria                                                                | 1 – 2                                                                   | Austria                                                                 | Amichevole                                                              | -                                                                       |                                                                         |
| 05/06/1921                                                              | Budapest                                                                | Ungheria                                                                | 3 – 0                                                                   | Germania                                                                | Amichevole                                                              | -                                                                       |                                                                         |
| 06/11/1921                                                              | Budapest                                                                | Ungheria                                                                | 4 – 2                                                                   | Svezia                                                                  | Amichevole                                                              | -                                                                       |                                                                         |
| 18/12/1921                                                              | Budapest                                                                | Ungheria                                                                | 1 – 0                                                                   | Polonia                                                                 | Amichevole                                                              | -                                                                       |                                                                         |
| 30/04/1922                                                              | Budapest                                                                | Ungheria                                                                | 1 – 1                                                                   | Austria                                                                 | Amichevole                                                              | 1                                                                       |                                                                         |
| 02/07/1922                                                              | Bochum                                                                  | Germania                                                                | 0 – 0                                                                   | Ungheria                                                                | Amichevole                                                              | -                                                                       |                                                                         |
| 09/07/1922                                                              | Stoccolma                                                               | Svezia                                                                  | 1 – 1                                                                   | Ungheria                                                                | Amichevole                                                              | -                                                                       |                                                                         |
| 26/11/1922                                                              | Budapest                                                                | Ungheria                                                                | 1 – 2                                                                   | Austria                                                                 | Amichevole                                                              | 1                                                                       |                                                                         |
| 04/03/1923                                                              | Genova                                                                  | Italia                                                                  | 0 – 0                                                                   | Ungheria                                                                | Amichevole                                                              | -                                                                       |                                                                         |
| 11/03/1923                                                              | Losanna                                                                 | Svizzera                                                                | 1 – 6                                                                   | Ungheria                                                                | Amichevole                                                              | 2                                                                       |                                                                         |
| 23/09/1923                                                              | Budapest                                                                | Ungheria                                                                | 2 – 0                                                                   | Austria                                                                 | Amichevole                                                              | 1                                                                       |                                                                         |
| 28/10/1923                                                              | Budapest                                                                | Ungheria                                                                | 2 – 1                                                                   | Svezia                                                                  | Amichevole                                                              | -                                                                       |                                                                         |
| 06/04/1924                                                              | Budapest                                                                | Ungheria                                                                | 7 – 1                                                                   | Italia                                                                  | Amichevole                                                              | 3                                                                       |                                                                         |
| 04/05/1924                                                              | Budapest                                                                | Ungheria                                                                | 2 – 2                                                                   | Austria                                                                 | Amichevole                                                              | -                                                                       |                                                                         |
| 18/05/1924                                                              | Zurigo                                                                  | Svizzera                                                                | 4 – 2                                                                   | Ungheria                                                                | Amichevole                                                              | -                                                                       |                                                                         |
| 04/06/1924                                                              | Le Havre                                                                | Francia                                                                 | 0 – 1                                                                   | Ungheria                                                                | Amichevole                                                              | -                                                                       |                                                                         |
| 25/03/1925                                                              | Budapest                                                                | Ungheria                                                                | 5 – 0                                                                   | Svizzera                                                                | Amichevole                                                              | 2                                                                       |                                                                         |
| 20/09/1925                                                              | Budapest                                                                | Ungheria                                                                | 1 – 1                                                                   | Austria                                                                 | Amichevole                                                              | -                                                                       |                                                                         |
| 04/10/1925                                                              | Budapest                                                                | Ungheria                                                                | 0 – 1                                                                   | Spagna                                                                  | Amichevole                                                              | -                                                                       | Cap.                                                                    |
| 11/10/1925                                                              | Praga                                                                   | Cecoslovacchia                                                          | 2 – 0                                                                   | Ungheria                                                                | Amichevole                                                              | -                                                                       | Cap.                                                                    |
| 08/11/1925                                                              | Budapest                                                                | Ungheria                                                                | 1 – 1                                                                   | Italia                                                                  | Amichevole                                                              | 1                                                                       | Cap.                                                                    |
| 14/02/1926                                                              | Bruxelles                                                               | Belgio                                                                  | 0 – 2                                                                   | Ungheria                                                                | Amichevole                                                              | -                                                                       | Cap.                                                                    |
| 14/11/1926                                                              | Budapest                                                                | Ungheria                                                                | 3 – 1                                                                   | Svezia                                                                  | Amichevole                                                              | -                                                                       |                                                                         |
| 19/12/1926                                                              | Vigo                                                                    | Spagna                                                                  | 4 – 2                                                                   | Ungheria                                                                | Amichevole                                                              | -                                                                       | Cap.                                                                    |
| 26/12/1926                                                              | Porto                                                                   | Portogallo                                                              | 3 – 3                                                                   | Ungheria                                                                | Amichevole                                                              | -                                                                       | Cap.                                                                    |
| 10/04/1927                                                              | Vienna                                                                  | Austria                                                                 | 6 – 0                                                                   | Ungheria                                                                | Amichevole                                                              | -                                                                       | Cap.                                                                    |
| Totale                                                                  |                                                                         | Presenze                                                                | 27                                                                      |                                                                         | Reti                                                                    | 11                                                                      |                                                                         |

## Palmarès

### Club
- Campionato ungherese: 6

MTK Budapest: 1919-1920, 1920-1921, 1921-1922, 1922-1923, 1923-1924, 1924-1925
- Coppa d'Ungheria: 2

MTK Budapest: 1922-1923, 1924-1925

### Individuale
- Capocannoniere del campionato ungherese: 1

1924-1925 (21 gol)